# رشیدآباد (دیواندره)
رشیدآباد (دیواندره)، روستایی از توابع بخش مرکزی شهرستان دیواندره در استان کردستان ایران است.

## جمعیت
این روستا در دهستان حومه قرار دارد و براساس سرشماری مرکز آمار ایران در سال ۱۳۸۵، جمعیت آن ۱٬۱۹۷ نفر (۲۴۹خانوار) بوده‌است.